# Carlocebus
Carlocebus es un género de monos del Nuevo Mundo de la familia Pitheciidae. Lo integran dos especies extintas que habitaron en el Mioceno de la Patagonia argentina, en el extremo sur de América del Sur.

## Taxonomía
Este género fue descrito originalmente por J. G. Fleagle en el año 1990. Se incluye en la subfamilia Callicebinae de la familia de los pitécidos (Pitheciidae), exclusiva del Neotrópico, que comprende 4 géneros vivientes con un total de 43 especies.

### Especies
Este género se subdivide en 2 especies:
- Carlocebus carmenensis Fleagle, 1990

Este simio vivió a comienzos del mioceno medio, hace 16,4 millones de años, en la «formación Pinturas», en el noroeste de la provincia de Santa Cruz, en el sur de la Argentina.
- Carlocebus intermedius Fleagle, 1990

Este simio vivió a comienzos del mioceno medio, hace 16,4 millones de años, en la «formación Pinturas», en el noroeste de la provincia de Santa Cruz, en el sur de la Argentina.